# معضلة الدب القطبي (علم النفس)
تشير معضلة الدب القطبي أو نظرية المعالجة الساخرة إلى المعالجة النفسية عندما يحاول الشخص بشكل متعمد كبح فكرة ما، مما يترتب عليها نتائج عكسية ويجعله أكثر عرضة للتفكير بها. ومن الأمثلة على ذلك عندما يتم محاولة عدم التفكير في الدب القطبي يجعلهم على الأغلب يتخيلونه.
«حاول تجربة هذا الامر: أن لا تفكر في الدب القطبي، وسترى أن هذا الشيء اللعين سوف يتبادر إلى الذهن كل دقيقة».

— فيودور دوستيفسكي، ذكريات شتاء عن مشاعر صيف 1863  
تم التعرف على هذه الظاهرة من خلال دراسات كبح الفكر في علم النفس التجريبي. حيث درس عالم النفس الاجتماعي دانيال فيجنر نظرية المعالجة الساخرة لأول مرة في المختبر سنة 1987. وظهرت المعالجة الذهنية الساخرة خلال مجموعة متنوعة من الحالات، التي عادة تنشأ أو تتفاقم بسبب التوتر. في بعض الحالات المتطرفة تؤدي عملية الذهن الساخرة إلى أفكار تطفلية حول فعل شيء لا أخلاقي أو خارج عن المألوف الذي يكون مقلق للفرد. وقد وجهت هذه النتائج منذ ذلك الحين الممارسة السريرية، التي على سبيل المثال، تُظهر أن محاولة كبح الأفكار المقلقة أو الكئيبة تكون غير مثمرة.